# Serie B
För andra betydelser, se Serie B (olika betydelser).
Serie B, kallad Serie BKT av sponsorskäl, är den näst högsta divisionen i fotboll för herrar i Italien. Ligan hade premiär säsongen 1929/1930.

## Format
Serie B innehåller 20 lag, varav tre flyttas upp till Serie A och fyra flyttas ned till Serie C vid slutet av säsongen. Lagen på 1:a och 2:a plats flyttas automatiskt upp. Om laget på 3:e plats har 14 poäng mer än laget på 4:e plats, flyttas också laget på tredje plats automatiskt upp. Ifall marginalen är mindre än 14 poäng, spelas ett playoff mellan lagen på 3:e-8:e plats för att bestämma vilket lag som flyttas upp. Lag på platserna 18, 19 och 20 flyttas automatiskt ned, medan det fjärde laget utses via playout mellan laget på 16:e och 17:e plats (såvida inte laget på 16:e plats är mer än 5 poäng före laget på 17:e plats; i så fall flyttas sistnämnda lag ned automatiskt).

## Klubbar
Dessa 20 klubbar spelar i Serie B under säsongen 2024/25:
- Bari
- Brescia
- Carrarese
- Catanzaro
- Cesena
- Cittadella
- Cosenza
- Cremonese
- Frosinone
- Juve Stabia
- Mantova
- Modena
- Palermo
- Pisa
- Reggiana
- Salernitana
- Sampdoria
- Sassuolo
- Spezia
- Südtirol